# Râul Năianca
Râul Năianca este un curs de apă, afluent al râului Ghighiu. 